# Copromorpha fossilis
Copromorpha fossilis is een vlinder uit de familie van de Copromorphidae. De wetenschappelijke naam van de soort is voor het eerst geldig gepubliceerd in 1980 door Jarzembowski.